# Monte Calvario (Colobraro)
Il monte Calvario è una cima appartenente alla catena dell'Appennino lucano.
È alto 777 m s.l.m. e sulle sue pendici meridionali sorge il comune di Colobraro.
In cima al monte è presente una croce, meta di una processione tradizionale che, partendo da Colobrario, si tiene il penultimo sabato di maggio.